# Johann Joseph Nouseul
Répertoire
- Monostatos dans la Flûte enchantée

Johann Joseph Nouseul (Nouseuil, Nousseul) (1742, Vienne ? - 9 décembre 1821, Vienne) est un acteur, chanteur (ténor) et directeur de théâtre autrichien. Il est surtout connu pour avoir créé le rôle de Monostatos dans l'opéra de Mozart, la Flûte enchantée.

## Biographie
On ne sait rien de sa jeunesse ni de ses premiers pas dans le domaine du théâtre. En 1770, il a épousé Maria Rosalia Lefèvre, une actrice qui a eu elle-aussi une belle carrière. Pendant les années 1770, lui et sa femme ont joué dans des compagnies à Munich, Rastatt et Hanovre. Il est venu à Vienne en 1779 et a fait ses débuts le 17 janvier 1780 dans la compagnie résidente du Burgtheater. Il a quitté la compagnie en 1781 (alors que sa femme y est restée). En 1782, il a été co-directeur avec Friedrich Gensicke du Kärntnertortheater. L'année suivante, il a quitté Vienne pour devenir directeur du théâtre de Graz.
En 1789, il est retourné à Vienne, et a fait partie de la compagnie dirigée par Johann Friedel au Theater auf der Wieden. Cette année là, Friedel est mort et une nouvelle compagnie a été formée par Emanuel Schikaneder. Nouseul était parmi les artistes de la compagnie de Friedel que Schikaneder a retenu. L'image montre Nouseul jouant avec les membres du théâtre auf der Wieden. La Flûte enchantée a été créée le 30 septembre 1791, avec Nouseul dans le rôle de Monostatos, l'assistant de Sarastro qui finalement se range du côté de la Reine de la nuit.
Nouseul a continué à jouer dans la troupe de Schikaneder jusqu'en 1800, moment où il rejoint à nouveau le Burgtheater, où il est resté jusqu'en 1814. Il est mort en 1821 à Vienne.

## Rôles
Quelques-uns des rôles :
- Le duc d'Albany du Roi Lear de Shakespeare
- Tartuffe de Molière
- Camillo Rota dans Emilia Galotti de Lessing
- Medon dans Codrus de Ludwig Chronegk
- Monostatos dans La Flûte enchantée